# Hillel
Hillel, zwany Starszym lub Babilończykiem (ur. około 70 p.n.e., zm. około 10) – żydowski uczony, wpływowy autorytet prawny. Przewodniczący sanhedrynu i nasi, przywódca faryzeuszy.
Stworzył własną szkołę interpretacyjną, przeciwstawianą szkole współczesnego mu Szammaja Starszego, z którym tworzy ostatnią zugot.

## Życiorys
Prawdopodobnie wywodził się z diaspory babilońskiej i urodził się w Babilonii. Według tradycyjnych przekazów, od strony matki pochodził z rodu Dawida, a od strony ojca z plemienia Beniamina.
Przed przybyciem do Palestyny studiował na babilońskich akademiach talmudycznych, gdzie przyjął zasadę badania przede wszystkim Prawa Pisanego. Po przybyciu do Palestyny jego doktryna zakładała powiązanie Prawa Pisanego z Prawem Ustnym, opracował w tym celu „siedem reguł Hillela”. Jego szkoła prezentowała łagodniejsze podejście do Tory niż doktryny innych uczonych.
Osoba Hillela obrosła w liczne anegdoty, w których podkreśla się jego łagodność. Był sławnym aforystą. Sformułował w formie negatywnej „złotą zasadę”, która pozytywnie została wyrażona w ewangeliach synoptycznych. Ostatecznie judaizm przyjął właśnie wykładnię Hillela za obowiązującą. Późniejsza tradycja przypisuje to wyrokowi głosu z nieba (bat kol).
Według niektórych badaczy zasługą Hillela było uporządkowanie podziału Tory Ustnej na porządki i traktaty (Miszna). W traktacie Miszny Pirke Awot znajduje się kilka powiedzeń Hillela.
Jego wnukiem był tannaita Gamaliel I.

## Doktryna
W odróżnieniu od Szammaja, dla którego najważniejsze było skrupulatne przestrzeganie szczegółowych nakazów Prawa, dla Hillela Starszego istotą Tory był jej duch. Jego interpretacja Pięcioksięgu była bardziej ludzka i uniwersalistyczna. Pragnął, by wszyscy Żydzi i nawróceni mieli możliwość przestrzegania Prawa (rygorystyczne podejście np. do sprawy czystości i nieczystości, poważnie utrudniało biednym ludziom dążenie do świętości). „Nie czyń bliźniemu twemu, co tobie niemiłe: to cała Tora. Reszta jest komentarzem – idź i poznaj go” – odpowiedział poganinowi, który oświadczył, że zostanie żydem, o ile może być nauczony Tory stojąc na jednej nodze.
Z jego imieniem wiążą się szczególnie trzy istotne rozstrzygnięcia:
- zabicie baranka paschalnego może być dokonane nawet, gdy Pesach przypada w szabat[6]
- do umowy kredytowej można dołączyć klauzulę umożliwiającą odebranie długu mimo roku szabatowego (co siódmy rok wedle Pwt. 15, 1–11 anulował zaciągnięte długi). Wybieg ten nazywa się prozbul lub prosbole
- stworzenie siedmiu zasad (middot), które umożliwiały wyprowadzenie z istniejącego prawa dalszych rozstrzygnięć, co było podstawą dalszego rozwoju halachy.